# Ormideia
Ormideia (grekiska: Ορμήδεια), ibland också benämnt Ormidhia, är en by i Larnaca-distriktet i sydöstra Cypern. Det är en av tre Cypernenklaver, vilka omges av Eastern Sovereign Base Area vid Akrotiri och Dhekelia, ett brittiskt utomeuropeiskt territorium administrerat som ett suveränt område. De andra byarna är Xylotymvou och Dhekelia Power Station. Byn administreras av Cyperns regering.